# Bucculatrix franseriae
Bucculatrix franseriae är en fjärilsart som beskrevs av Braun 1963. Bucculatrix franseriae ingår i släktet Bucculatrix och familjen kronmalar. Inga underarter finns listade i Catalogue of Life.